# Joseph Biroc
Joseph Biroc (Nova Iorque, 12 de fevereiro de 1903 — Los Angeles, 7 de setembro de 1996) é um diretor de fotografia estadunidense. Venceu o Oscar de melhor fotografia na edição de 1975 por The Towering Inferno.